# Guille Bueno
Guillermo Bueno López (Vigo, Galicia, 18 de septiembre de 2002) es un futbolista español. Juega de defensa y su equipo es el Real Valladolid C. F. de la Segunda División de España. 

## Trayectoria
Nacido en Vigo, se formó en el C. D. Areosa hasta 2020, cuando entró a las categorías inferiores del Deportivo de la Coruña y llegó a jugar en su filial.
Después de una temporada con el equipo coruñés, a mediados de 2021 fichó por el Borussia Dortmund, inicialmente uniéndose a su equipo de reserva. En él jugó hasta la temporada 2024-25, cuando se fue cedido al SV Darmstadt 98 para que compitiera en la 2. Bundesliga. Tras esta cesión volvió a España después de ser traspasado al Real Valladolid C. F., con el que firmó hasta junio de 2028.

## Clubes
Actualizado al último partido disputado el 3 de mayo de 2025.
| Club                                | País     | Año       | Partidos | Goles |
| ----------------------------------- | -------- | --------- | -------- | ----- |
| R. C. Deportivo de La Coruña Fabril | España   | 2020-2021 | 19       | 0     |
| Borussia Dortmund II                | Alemania | 2021-2025 |          |       |
| SV Darmstadt 98 (cedido)            | Alemania | 2024-2025 |          |       |
| Real Valladolid C. F.               | España   | 2025-act. |          |       |

## Vida personal
Es hermano gemelo de Hugo Bueno, quien también es futbolista.